# Macroglossum pandora
Macroglossum pandora är en fjärilsart som beskrevs av Guérin-meneville 1844. Macroglossum pandora ingår i släktet Macroglossum och familjen svärmare. Inga underarter finns listade i Catalogue of Life.